# Agrippine (série télévisée d'animation, 2001)
Pour les articles homonymes, voir Agrippine.
Agrippine est une série télévisée d'animation française en 26 épisodes de 26 minutes, adaptée de la bande dessinée de Claire Bretécher et diffusée à partir du 12 novembre 2001. 

## Synopsis
Cette série est une adaptation de la série de bande dessinée Agrippine créée par Claire Bretécher en 1988.
Elle met en scène Agrippine une adolescente de seize ans élevées par des parents de type soixante-huitards. Agrippine est une jeune fille sarcastique et rebelle avec ses angoisses, ses problèmes et ses joies.

## Voix françaises
- Julia Vaidis-Bogard : Agrippine
- Frédérique Tirmont : Poule
- Jean-Gabriel Nordmann : Merlan
- Bilal Chennoune : Biron
- Nadia Barentin : Ninifle
- Axelle Charvoz : Bergère
- François Comar : Modern
- Benjamin van Meggelen : Morose le Hachis

## Fiche technique
- Nom original : Agrippine
- Réalisation : Frank Vibert
- Auteur BD : Claire Bretécher
- Scénaristes : Nicolas Mercier
- Musiques : Les Portugaises Ensablées
- Origine :  France
- Maisons de production : Ellipse Programme, La Sept Arte, Canal+, Channel 5.

## Épisodes
1. Mezzanine
2. Dépression
3. Trahison
4. Casting
5. Aliénation
6. Outing
7. L'ancêtre
8. Horrible
9. Jalousie
10. Amour
11. Adoption
12. Éducation
13. Libération
14. Rome
15. Déconnexion
16. Engouement
17. Répression
18. Imagination
19. Grèce
20. Spiritisme
21. Territoire
22. Installation
23. Peur
24. Vanité
25. Hospitalisation
26. Expression

## Produits dérivés
- 2002 édition VHS et DVD par Studio Canal Vidéo

### Documentation
- Virginie Greiner, « On collapse tous pour l'attachiante ! », BoDoï, no 46,‎ novembre 2001, p. 86.